# عيزانا
عيزانا (نحو 300م - 375م): أحد ملوك مملكة أكسوم وأشهرهم، اعتلى العرش حوالي سنة 325م.في عهده، حققت أكسوم ازدهارًا سياسيًا واقتصاديًا وثقافيًا كبيرًا. والملك عيزانا هو من وطد المسيحية وجعلها دينا أساسياً في مملكة أكسوم، وأصبح ديناً رسمياً للدولة. تم اتباع سياسة خارجية ناجحة - حيث أسس الأكسوميون أنفسهم على ساحل جنوب شبه الجزيرة العربية، وأخضعوا مرة أخرى مملكتي الجعز ومروي، وكذلك قبائل البجا.
في عهد عزينا ظهر الأدب باللغة الجعزية، وتم إجراء إصلاح في الكتابة - تم تحديد حروف العلة. ويرتبط اسم عيزانا ببناء أول كنيسة للقديسة مريم صهيون في أكسوم. عين عيزانا معلمه المسيحي السوري فرومنتيوس رئيسًا للكنيسة. رسالة باقية من الإمبراطور الروماني الأريوسي قنسطانطيوس الثاني موجهة إلى عيزانا وتطالب بإرسال فرومنتيوس إلى الإسكندرية للتحقق من أخطائه العقائدية، ويعتقد أن عزينا إما رفض الامتثال لهذا الطلب أو تجاهله.
وفقًا للتقاليد الموجودة، أثناء اعتماد المسيحية في إثيوبيا، حكم الإمبراطوران أبرهة وأصبحا. من المحتمل أن هذه الأسماء قد انتقلت بعد ذلك إلى عيزانا وأخيه، أو أنها كانت الأسماء التي أُطلقت عليهما عند المعمودية
وقد أعلنته كنيسة التوحيد الأرثوذكسية الإثيوبية هو وأخاه قديسين ويُحتفل بتذكارهم في 1 أكتوبر.